# Grünglänzende Waffenfliege
Die Grünglänzende Waffenfliege (Microchrysa polita) gehört zu den  Waffenfliegen (Stratiomyidae).

## Merkmale
Grünglänzende Waffenfliegen können eine Körpergröße von vier bis fünf Millimetern erreichen. Ihr Körper glänzt meist metallisch grün. Der Hinterleib ist leicht abgeflacht und ragt seitlich unter den zusammengelegten Flügeln heraus.
Fühler wie Füße (Tarsen) sowie Oberschenkel (Femora) erscheinen schwarzbraun, die Unterschenkel (Tibien) gelblich. Die Flügel sind durchsichtig bis leicht gräulich bzw. bräunlich und zeigen eine feine Aderung. Sie überragen das Ende des Hinterleibes. Microchrysa polita gehört zu den Waffenfliegen, denen die namensgebenden „Waffen“, dornförmige Fortsätze des Schildchens (Scutellum) des mittleren Rückensegmentes, fehlen.
Der Kopf trägt große Komplexaugen. Bei weiblichen Imagines sind sie durch eine große Stirn getrennt, bei Männchen können sich die Augen fast berühren.
Eine Verwechslungsgefahr besteht ggf. zu Chloromyia formosa, die jedoch deutlich größer ist, und deren Komplexaugen behaart sind.
Die ähnlichen Microchrysa flavicornis und Microchrysa cyaneiventris, die oft in denselben Habitaten vorkommen, sind an der Färbung der Vordertarsen (bei M. polita schwarz, bei den anderen teilweise gelb) und der Fühler (bei M. polita rein schwarz, bei den anderen das erste Glied gelb) zu unterscheiden.

## Vorkommen
Microchrysa polita ist holarktisch verbreitet. Sie kommt in ganz Europa und Nordasien vor. Die Vorkommen in Nordamerika (Südkanada und nördliche USA) gelten als wahrscheinlich vom Menschen eingeschleppt (Neozoon).
In Deutschland zählt die Grünglänzende Waffenfliege zu den häufigsten Arten der Familie der Stratiomyidae. Die Imagines können von März bis September beobachtet werden.

## Lebensweise
Pollen und Nektar bilden die Ernährungsgrundlage der Imagines. Bevorzugt werden Doldenblütler sowie Weißdorn angeflogen. Weibliche Imagines der Waffenfliegen legen ihre Eier im zeitigen Sommer an verrottendem Substrat wie Kompost ab. Die Maden ernähren sich von pflanzlicher Substanz im Zustand der Rotte. Eine verhornte (sklerotisierte) Larvenhaut schützt sie gegen übermäßiges Austrocknen, dennoch werden eher feuchtwarme Aufenthaltsorte aufgesucht. Die Maden überwintern und verpuppen sich in ihrer letzten Haut, die sklerotisiert. Imagines schlüpfen im März oder April.
Da Microchrysa polita als nicht gefährdet gilt, steht sie auch nicht unter Naturschutz.